# Алятли
Алятли (азерб. Ələtli) — село в Алятлинском административно-территориальном округе Аджикабульского района Азербайджана.

## Этимология
Название села происходит от поселка Алят.

## История
Село основано переселенцами из села Алят.
Входило в Карасуинский район Азербайджанской ССР. Позже район упразднен, село вошло в состав Али-Байрамлинского района, но в 1939 году село передано в состав Кази-Магомедского района.
4 декабря 1959 года Кази-Магомедский район ликвидирован, а село передано в состав Али-Байрамлинского района.
Согласно административному делению 1961 года село Алятли входило в Калиновский сельсовет Али-Байрамлинского района Азербайджанской ССР. В 1963 году Али-Байрамлинский район упразднен, а Калиновский сельский совет передан в состав Сабирабадского района.
24 апреля 1990 года село передано в состав новообразованного Аджикабульского района.
В 1999 году в Азербайджане была проведена административная реформа и внутри Мейниманского административно-территориального округа был учрежден Алятлинский муниципалитет Аджикабульского района.
15 мая 2003 года из Мейниманского АТО выделен Алятлинский административно-территориальный округ.

## География
Алятли расположен на берегу Куры.
Село находится в 24 км от райцентра Аджикабул и в 134 км от Баку. Ближайшая железнодорожная станция — Мугань.
Село находится на высоте 20 метров ниже уровня моря.

## Население
| Численность населения | Численность населения | Численность населения |
| 1985                  | 1999                  | 2009                  |
| --------------------- | --------------------- | --------------------- |
| 320                   | ↘301                  | ↗415                  |

Население преимущественно занимается  хлопководством, хлеборобством, бахчеводством, животноводством.

## Климат
В селе полупустынный климат.

## Инфраструктура
В селе расположены медицинский пункт, библиотека.